# Tour de Roccapreturo
La tour de Roccapreturo, est une tour de guet d'époque médiévale située dans le hameau de Roccapreturo de la ville d'Acciano, dans la province de L'Aquila (Abruzzes),.

## Historique

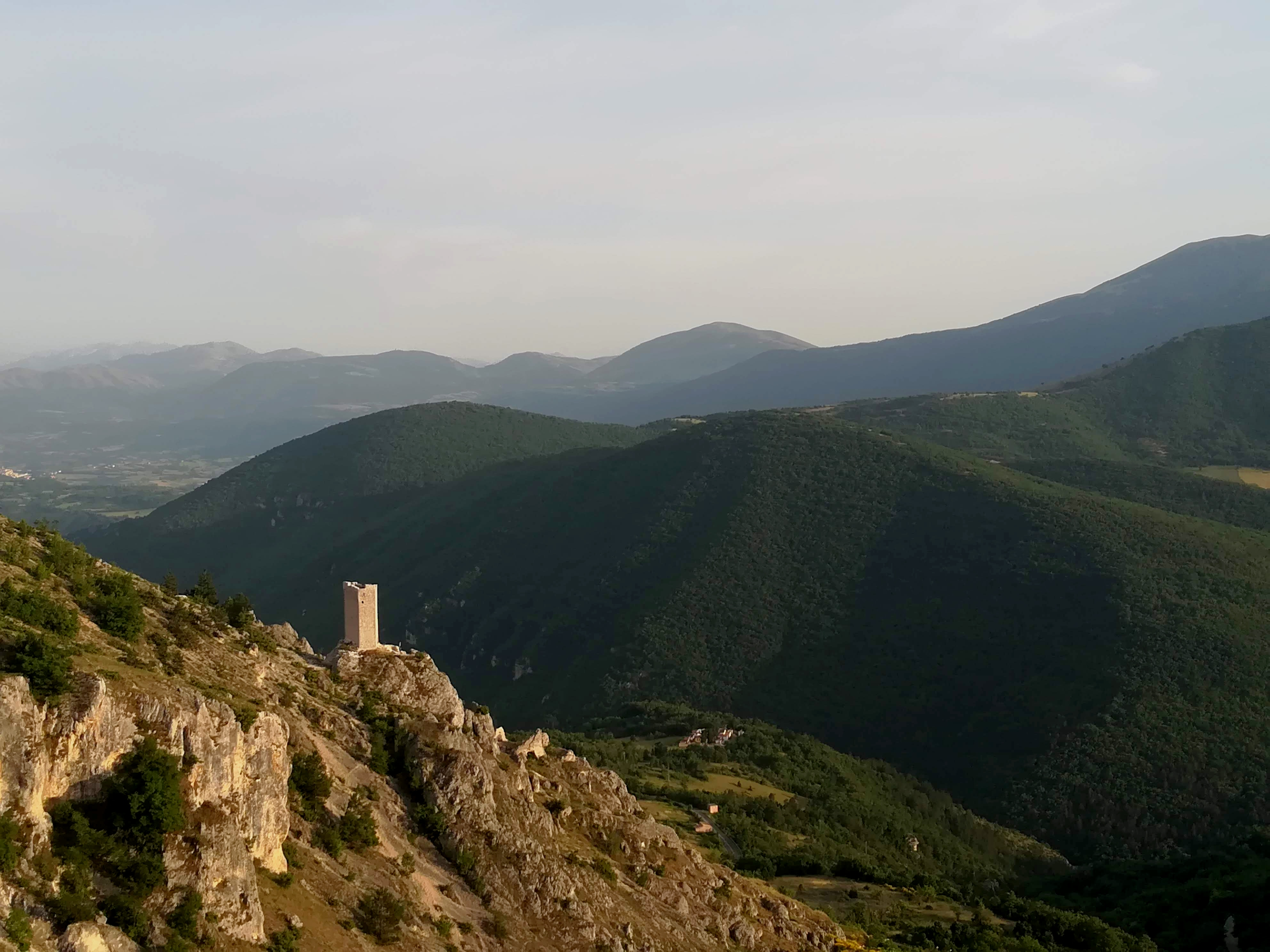
Vue panoramique

La plus ancienne mention du village de Roccapreturo (Praetorium) remonte au Xe siècle dans un document relatif à une donation de biens du territoire de Valva à l'abbaye de Farfa. À la fin du XIIe siècle, le village était fief de Gualtiero, fils de Gionata di Collepietro. La fortification a probablement été développée après l'invasion normande ; en 1239 Frédéric II de Souabe ordonna le renforcement de certaines fortifications de la région, dont Roccapreturo et, il semble que la fortification fut soumise à l'impôt en 1269 par Charles Ier d'Anjou. D'autres sources révèlent qu'en 1400 on l'appelait Roca di Preturo ou « forteresse sur le rocher ».

## Description
La tour, haute d'une dizaine de mètres et de section pentagonale, se dresse sur un éperon rocheux au-dessus du village de Roccapreturo ; c'est une tour située dans la partie supérieure de l'espace clôturé ; l'enceinte suit l'orographie particulièrement accidentée du terrain rocheux et servait de refuge aux habitants en cas de danger. Avec le château de Beffi et la tour Goriano Valli, elle constituait un système d'observation pour protéger le territoire. Le mur d'enceinte a aujourd'hui disparu et seule la tour subsiste, laquelle a été rénovée en 2019.